# Description eulérienne
Pour les articles homonymes, voir Description (homonymie).
En dynamique des fluides la description eulérienne est l'une des deux techniques qui permettent de caractériser un écoulement. Elle décrit le champ de vitesses qui associe à chaque point un vecteur vitesse. La photographie avec un temps de pose assez court d'un écoulement muni de particules colorées permet de visualiser des éléments de ce champ de vitesses à un instant donné. Au contraire un temps de pose plus long permet de visualiser des trajectoires de la description lagrangienne.

## Principe
Le champ de vitesses est décrit en donnant à tout instant t le vecteur vitesse V en tout point M :
Si cette fonction vectorielle ne dépend pas du temps il s'agit d'un écoulement stationnaire.

## Cas particulier important
En de nombreuses circonstances il est commode de relier le champ de vitesses à un potentiel des vitesses. Cette section repose sur les notions classiques d'analyse vectorielle.
Si on considère dans un fluide supposé parfait une zone assez éloignée des obstacles pour que les tourbillons ou la turbulence soient négligeables, les particules ont un mouvement de translation sans rotation. On dit que l'écoulement est irrotationnel et le rotationnel des vitesses est nul :
Cette équation a pour solution un gradient :
en termes physiques la vitesse dérive d'un potentiel, fonction des coordonnées qui décrit à elle seule tout l'écoulement.
Si, de plus, le fluide est supposé incompressible, cela s'exprime en annulant la divergence de la vitesse :
En remplaçant la vitesse par son expression en fonction du potentiel, cette équation annule le laplacien :
et le potentiel est finalement une fonction harmonique des coordonnées.
Ce raisonnement ouvre la voie à une multitude de solutions exactes ou, plus souvent, numériques.

## Articles liés
- Dynamique des fluides
- Ligne de courant
- Mécanique des milieux continus
- (en) Eulerian description dans l'article Continuum mechanics